# Supercoupe d'Italie de football 1991
Navigation
Supercoupe d'Italie 1990 Supercoupe d'Italie 1992
La Supercoupe d'Italie 1991 (italien : Supercoppa italiana 1991) est la quatrième édition de la Supercoupe d'Italie, épreuve qui oppose le champion d'Italie au vainqueur de la Coupe d'Italie. 
Disputée le 24 août 1991 au Stade Luigi-Ferraris à Gênes, la rencontre est remportée par l'UC Sampdoria aux dépens de l'AS Rome sur le score de 1-0.

## Participants
La rencontre oppose la Sampdoria à l'Associazione Sportiva Rome. La Samp se qualifie au titre de sa victoire en championnat 1991 et la Roma se qualifie pour la Supercoupe grâce à sa victoire en Coupe d'Italie de football 1990-1991. La compétition étant naissante, il s'agit de la première participation du club romain mais déjà de la troisième concernant le club génois.
Les joueurs de la Roma Thomas Häßler et Marco De Marchi participent à l'édition précédente sous les couleurs de la Juventus.

## Rencontre
Le score est de 0-0 jusqu'à la 75e minute puis Roberto Mancini inscrit l'unique but de la partie et offre la victoire à la Sampdoria de Gênes. La Supercoppa édition 1991 est la première et unique victoire dans cette compétition pour l'équipe génoise, ses deux précédentes participations se soldant par des défaites contre les clubs milanais (l'AC Milan en 1988 et l'Inter Milan en 1989).

## Feuille de match
| 24 août 1991 | UC Sampdoria | 1-0   | AS Rome | Stade Luigi-Ferraris, Gênes |                           |
|              | Mancini 75e  | (0-0) |         | Arbitrage : Tullio Lanese   | Arbitrage : Tullio Lanese |

| Sampdoria | Roma |

| Gardien de but | 1  | Gianluca Pagliuca   |  |     |
| D              | 2  | Moreno Mannini      |  |     |
| D              | 3  | Marco Lanna         |  |     |
| D              | 5  | Pietro Vierchowod   |  |     |
| D              | 6  | Srečko Katanec      |  |     |
| M              | 7  | Attilio Lombardo    |  | 76e |
| M              | 4  | Fausto Pari         |  |     |
| M              | 8  | Toninho Cerezo      |  | 61e |
| M              | 11 | Paulo Silas         |  |     |
| A              | 9  | Gianluca Vialli     |  |     |
| A              | 10 | Roberto Mancini     |  |     |
| Remplaçants :  |    |                     |  |     |
| M              | 16 | Giovanni Invernizzi |  | 61e |
| D              | 17 | Renato Buso         |  | 76e |
| Entraîneur :   |    |                     |  |     |
| Vujadin Boškov |    |                     |  |     |

| Gardien de but  | 1  | Giovanni Cervone  |  |     |
| D               | 2  | Luigi Garzya      |  |     |
| D               | 5  | Aldair            |  |     |
| D               | 6  | Sebino Nela       |  |     |
| D               | 4  | Valter Bonacina   |  |     |
| M               | 7  | Thomas Häßler     |  |     |
| M               | 8  | Fabrizio Di Mauro |  | 78e |
| M               | 3  | Amedeo Carboni    |  |     |
| M               | 10 | Giuseppe Giannini |  |     |
| A               | 11 | Roberto Muzzi     |  |     |
| A               | 9  | Rudi Völler       |  | 23e |
| Remplaçants :   |    |                   |  |     |
| D               | 13 | Marco De Marchi   |  | 23e |
| M               | 17 | Fausto Salsano    |  | 78e |
| Entraîneur :    |    |                   |  |     |
| Ottavio Bianchi |    |                   |  |     |